# カナガシラ
カナガシラ（金頭、方頭魚、火魚、学名：Lepidotrigla microptera）は、カサゴ目・ホウボウ科に分類される魚。ホウボウに似た魚で、ホウボウと同じく食用に漁獲される。

## 分布
北海道南部以南から黄海、東シナ海、南シナ海まで分布し、水深50-300mほどの砂泥底に生息する。

## 形態
成魚の全長は30cmほどで、ホウボウより小さい。背面は一様に橙色 - 赤褐色をしているが、腹面は白色をしている。
「カナガシラ」の和名は、頭部が大きく、形が金槌に似ていることに由来する。頭の骨が固いことに由来するとも言う。この硬い頭部を義憤に駆られて癇癪を起こした大塩平八郎が、バリバリと噛み砕いて骨ごと食べて呆れられたことが、当時の記録に残されている。鼻先が前方にとがっていて、小さなとげが左右に数本ずつかたまって生え、その下に大きな口が開く。胴体はザラザラした細かい鱗に覆われる（ホウボウのウロコよりは大きい）。
胸びれはホウボウよりも小さく、色も赤一色である。胸びれの一番下の鰭条3対はホウボウ同様、味を感知できる感覚器官があり、これを脚のように動かして海底を歩く。
他のひれの構造もホウボウに似ているが、第1背びれに鮮紅色の大きな斑点があるのが特徴で、これは他のカナガシラ属（Lepidotrigla 属）の魚にも共通する特徴である。この斑点は液浸標本にすると黒くなる。

## 生態
食性は肉食性で、エビ、カニ、小魚、貝などを大きな口で捕食する。

## 食材
旬は冬で、底引き網で多く漁獲される。体の大きさのわりに身は少ないが、旨みと歯ごたえがある美味な白身魚で、料理法も煮付け、唐揚げ、塩焼き、鍋料理、干物など多種多様である。小さなものは蒲鉾など魚肉練り製品の原料にも用いられる。
この魚を縁起物にしている地域もある。長崎県では、丈夫な歯が生え骨が丈夫になるように、お箸初の膳にカナガシラの焼きものを乗せる習慣がある。また、カナガシラという名が「お金が貯まる」に通じるとされ、節分にカナガシラを食べる風習がある。

## 別名
キミヨ（秋田県）、キントウ（宮城県。金頭の音読）、カナ（関東地方）、カナド（関東地方、四国地方）、シシッポ（石川県）、カナンド（兵庫県）、カナゴ（愛知県）、ガッツ（長崎県）、ギダユウガタリ（鹿児島県）など
ホウボウと特に区別せず扱う地域もある。カナドという別名もあるが、これが標準和名の同属種もいる。

## 近縁種

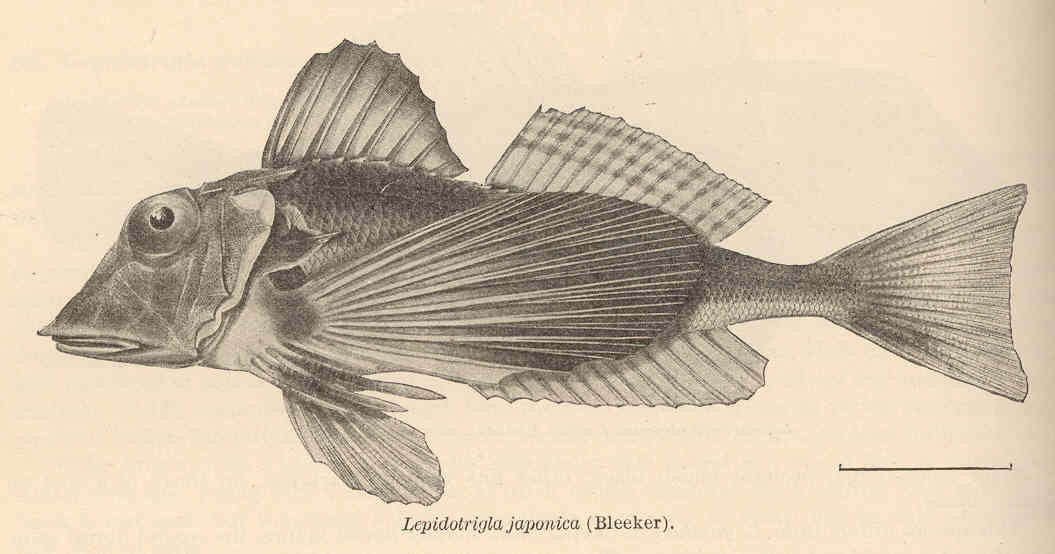
トゲカナガシラ Lepidotrigia japonica

カナガシラ属（Lepidotrigla 属）の魚は他にも多くの種類がいる。種類によって胸びれの模様や体のまだら模様、鼻先のとげなどに違いがある。カナガシラと同様、底引き網で多く漁獲され食用になる。

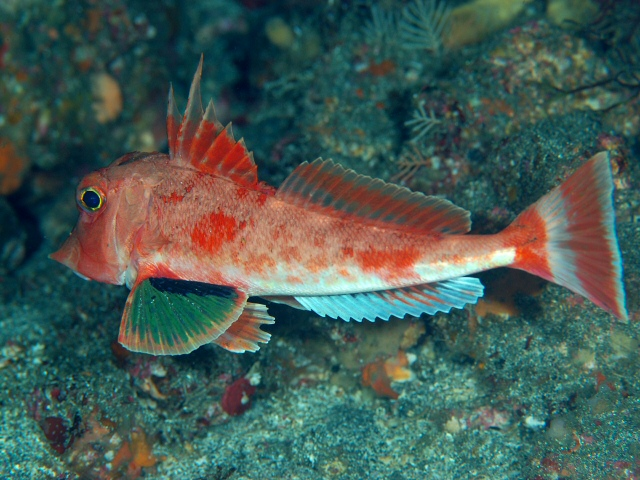
カナド Lepidotrigla guentheri
全長20cmほど。胸びれは大半が深緑色で外縁に淡赤色の縁取りがあり、後縁に黒紋がありその中に青白い斑点がある。また、第1背びれの前から2本目の棘条（とげ）が長く伸び、体に2本、尾びれに2本の赤い横しまがあるのが特徴。
トゲカナガシラ Lepidotrigla japonica
全長30cmほど。胸びれは黄緑色の地に青い縁取りと横しま、斑点があり、後縁に黒紋がある。また、他の種類より胸びれが特に大きく、全長の半分くらいの大きさがある。
オニカナガシラ Lepidotrigla kishinouyei
全長20cmほど。胸びれは黄緑色で青い縁取りがあるが、黄緑部分が橙色のものもいる。後縁に黒紋がありその中に青白い斑点がある。